# Akkerstraat
De Akkerstraat is een straat in Betondorp, Amsterdam-Oost. Andere steden zoals Groningen en Eindhoven kennen eveneens een Akkerstraat.

## Ligging en geschiedenis
De Amsterdamse straat kreeg op 30 januari 1924 haar naam; de straat werd vernoemd naar de agrarische term akker. Alle straten in de buurt verwijzen naar de land- en tuinbouw. De straat beweegt zich van noord naar zuid als een lang lint door de wijk. Ze begint aan de Landbouwstraat en volgt dan een cirkelsegment terug te voeren op het centrum van Betondorp Brink. Na een kruising met de Veeteeltstraat loopt ze rechtdoor tot aan Onderlangs, sinds de aanleg van de wijk de zuidgrens, en vernoemd naar de ligging ten opzichte van de Ringdijk Watergraafsmeer. 
De straat ligt in tuindorp Watergraafsmeer, een buurt die nauwelijks enige ophef kende. De straat zou eeuwig onder de radar zijn gebleven als hier niet sinds 1947 Johan Cruijff, wonende op huis 32, zijn jeugd tussen 1947 en 1959 had doorgebracht; bij huisnummer 38 ligt een grasveldje.  

## Gebouwen
De huisnummers lopen op van 1 tot en met 56, al houdt de oneven nummering op bij 43. De hele straat kent uitsluitend laagbouw. Ze valt wel in twee delen uiteen. Het noordelijk deel is in tegenstelling tot hetgeen de naam van de wijk doet vermoeden opgetrokken uit baksteen met puntdaken van dakpannen. Gerrit Versteeg heeft deze woningen ontworpen, ze worden vanuit stedenbouwkundig en architectonisch standpunt nauwelijks interessant gevonden (orde 3). Ten zuiden van de Tuinbouwstraat doet de bouwwijze de naam van de wijk eer aan. Er werd hier gebouwd met korrelbeton, daken zijn hier plat. Het is het werk van Jan Gratama; zijn werk werd interessanter ingeschat (orde 2, tegen gemeentelijk monument aan). Qua bouwjaar verschillen ze echter amper, midden jaren twintig van de 20e eeuw.

## Kunst
Ter nagedachtenis aan Johan Cruijff is op het trottoir ter plaatse van Akkerstraat 32 een stoeptegeltableau aangebracht. De stoep voor de ingang van huisnummer 32 was daar echter te nauw voor; de tekening ligt op het trottoir van Tuinbouwstraat 67-69. Verder is er geen kunst in de openbare ruimte te vinden, behalve aan de gevels van Onderlangs (huisnummers 44-47) die als een soort poort van het zuiden toegang geven tot de Akkerstraat. Woningen van Ymere werden hier in 2005 opgefleurd door plastieken van Sanne Bruggink, vermoedelijk na een renovatie.

## Afbeeldingen

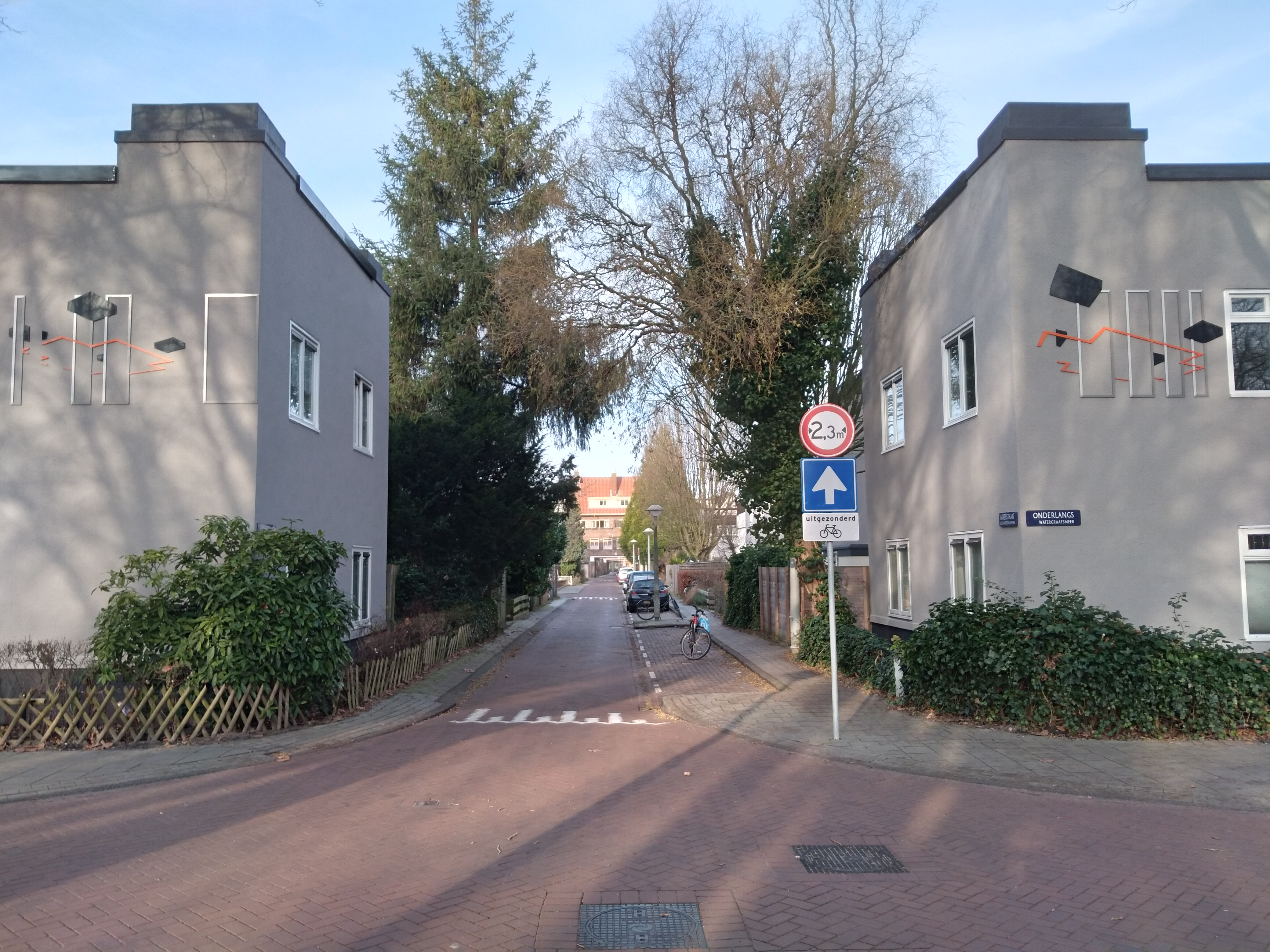
Akkerstraat gezien vanaf Onderlangs met rechts en links kunst van Bruggink (januari 2022)
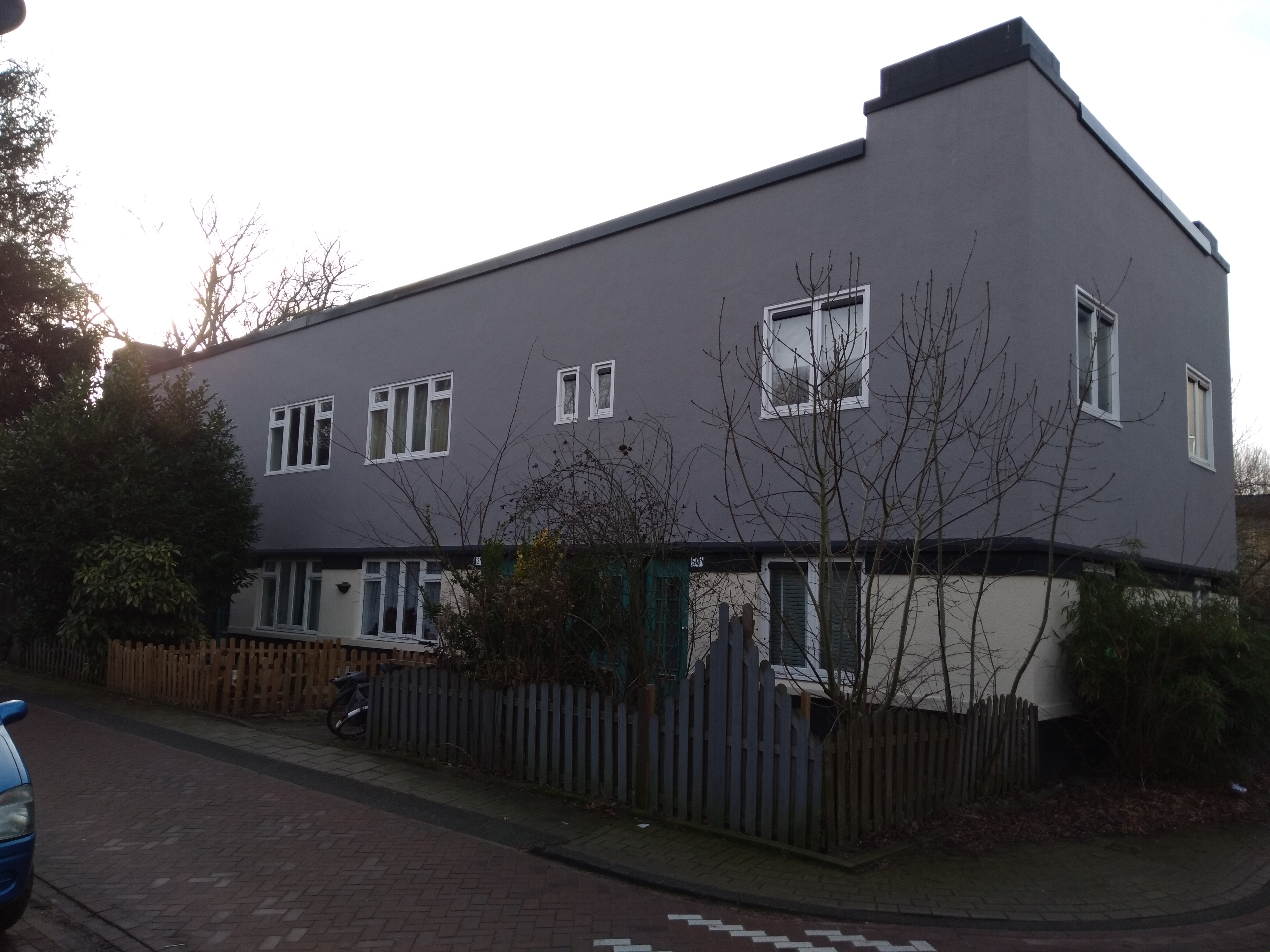
Akkerstraat 50-56 (januari 2022)
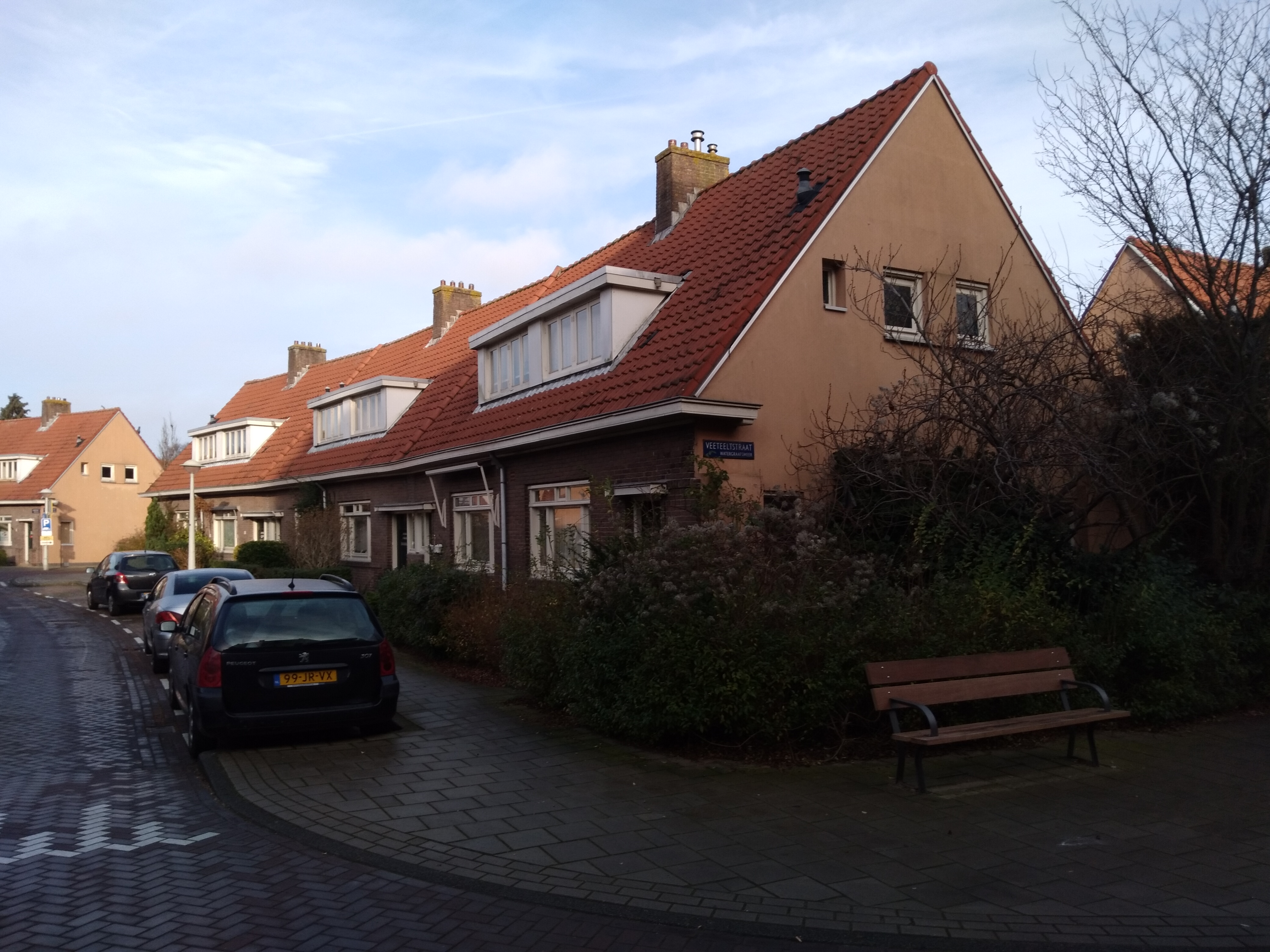
Akkerstraat 13-21 (januari 2022)
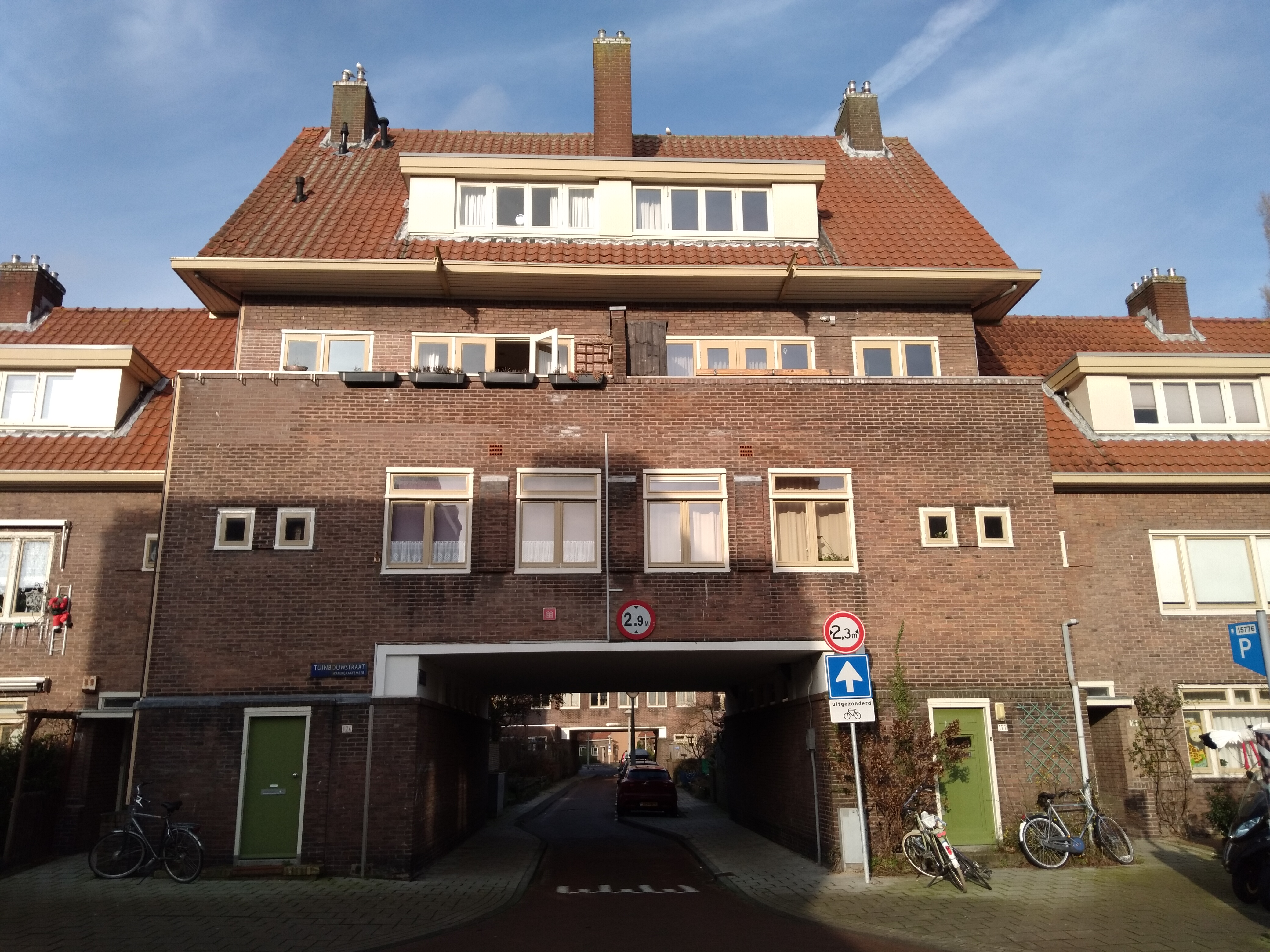
Van voor naar achter Akkerstraat, van links naar rechts Tuinbouwstraat (januari 2022)
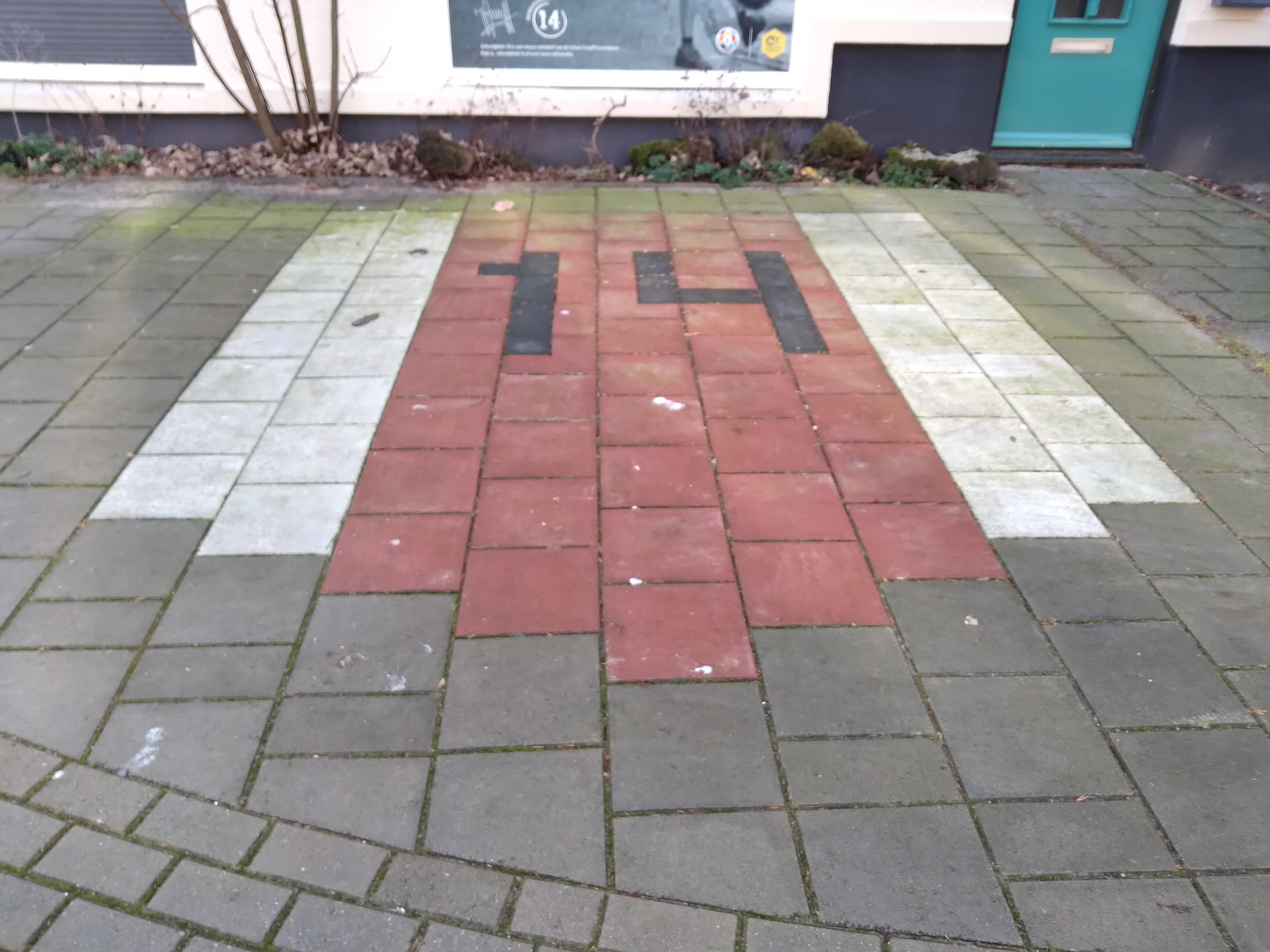
Tegeltableau Johan Cruijff (januari 2022)